# Dortmund Challenger 1983
Il Dortmund Challenger 1983 è stato un torneo di tennis facente parte della categoria ATP Challenger Series nell'ambito dell'ATP Challenger Series 1983. Il torneo si è giocato a Dortmund in Germania dal 6 al 12 giugno 1983 su campi in terra rossa.

## Vincitori

### Singolare
Hans-Dieter Beutel ha battuto in finale  Jérôme Vanier con il punteggio di 6–7, 6–3, 6–4

### Doppio
Colin Dowdeswell /  Andrew Jarrett hanno battuto in finale  Bruce Derlin /  Karl Meiler con il punteggio di 6–7, 6–4, 6–3